# WZT-1
WZT-1 (B-70) – wóz zabezpieczenia technicznego. Zbudowany na podwoziu czołgu T-55, powstał w oparciu o radziecki ciągnik ewakuacyjny BTS-2. Pojazd po specjalnym przygotowaniu jest zdolny pokonywać przeszkody wodne po dnie. Został zastąpiony przez WZT-2. Po wycofaniu sprzedano je ratownictwu kolejowemu ,lub na ich podwoziach zamontowano wyrzutnię S-125 Newa, wyrzutnię oznaczono Newa SC.

## Wyposażenie specjalistyczne
- Urządzenia ewakuacyjno-remontowe:
  - Wyciągarka główna – bębnowa, o napędzie mechanicznym. Siła uciągu bez zbloczy – 25 t, ze zbloczem dwupasmowym 50 t, ze zbloczem trzypasmowym – 75 t
  - Wyciągarka pomocnicza – mechaniczno-ręczna,
  - Urządzenie holownicze
  - Ręczny żuraw – obrotowy. Maksymalny udźwig żurawia – 1,5 t.
  - Ostroga – przeznaczona jest do zakotwiczenia wozu podczas pracy wyciągarki
- Skrzynia ładunkowa do transportu części zamiennych o masie do 1,5 tony
- Urządzenia ochronne:
  - Urządzenie ochrony przeciwpożarowej typu „Rosa”
  - Układ ochrony przeciwatomowej UOPA
  - Rentgenoradiometr DP-3B
  - Termiczna aparatura dymotwórcza
- Wyposażenie do pokonywania przeszkód wodnych po dnie
- Łączność:
  - Radiostacja UKF typu R-123 (łączność zewnętrzna)
  - Czołgowy telefon wewnętrzny R-124 (łączność wewnętrzna)